# Zatoka Gibraltarska

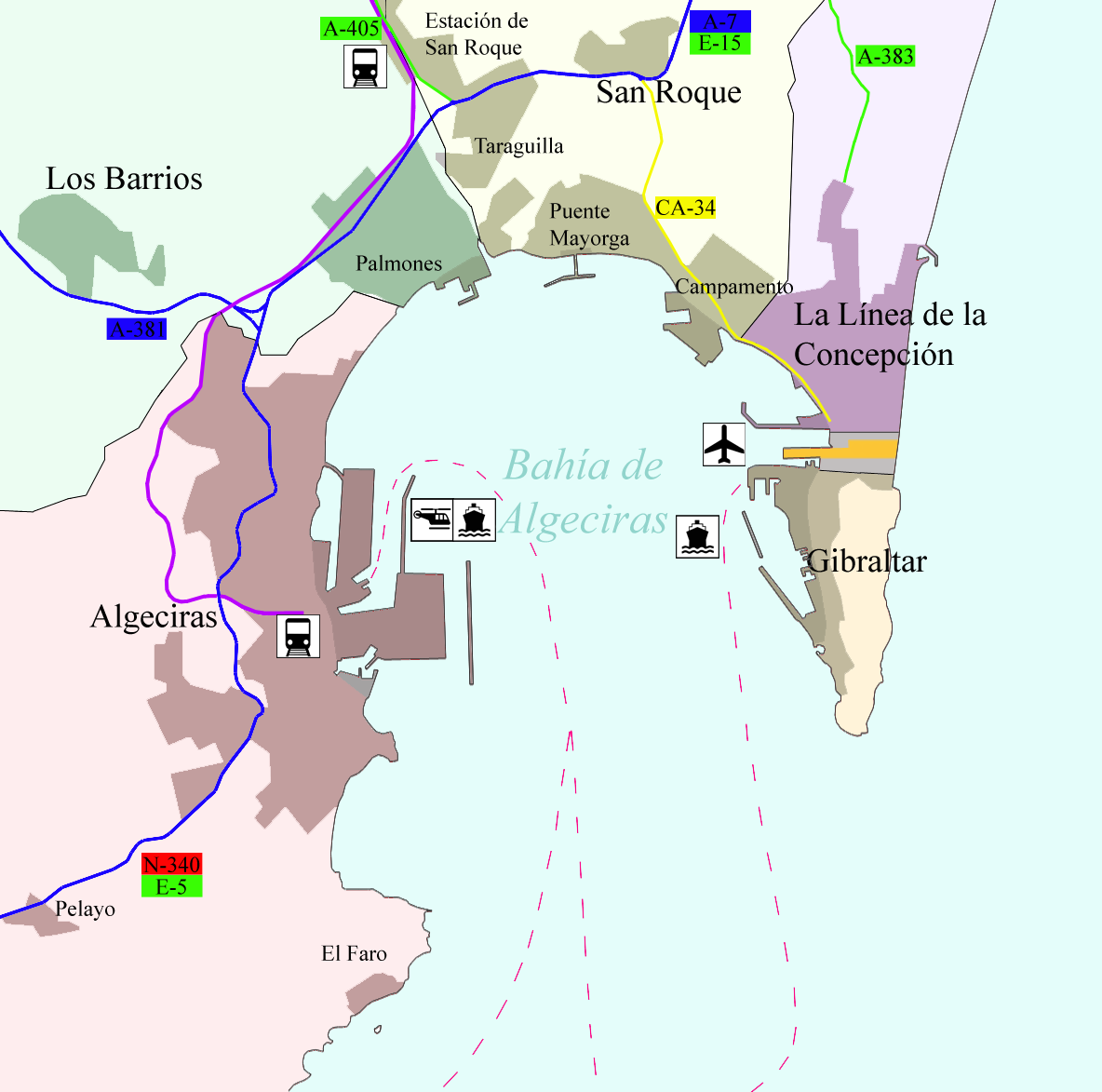
Mapa obszarów miejskich i sieci transportowej wokół Zatoki.

Zatoka Gibraltarska (także Zatoka Algeciras) znajduje się na południowym krańcu Półwyspu Iberyjskiego. Ma około 10 km długości i 8 km szerokości. Zatoka obejmuje obszar około 75 km². Zatoka Gibraltarska wchodzi w skład Cieśniny Gibraltarskiej i Morza Śródziemnego.
Linia brzegowa jest gęsto zaludniona. Od zachodu do wschodu wybrzeże jest podzielone między hiszpańskie gminy Algeciras, Los Barrios, San Roque, La Línea de la Concepción i brytyjskie terytorium zamorskie Gibraltar. Większość terytoriów wokół zatoki należy do Hiszpanii, jednak wschodnia część zatoki należy do Gibraltaru.
Wschodnie i zachodnie wejścia do zatoki są obejmowane przez latarnię morską Europa Point na Gibraltarze i latarnię morską Punta Carnero na zachód od Algeciras.

## Historia

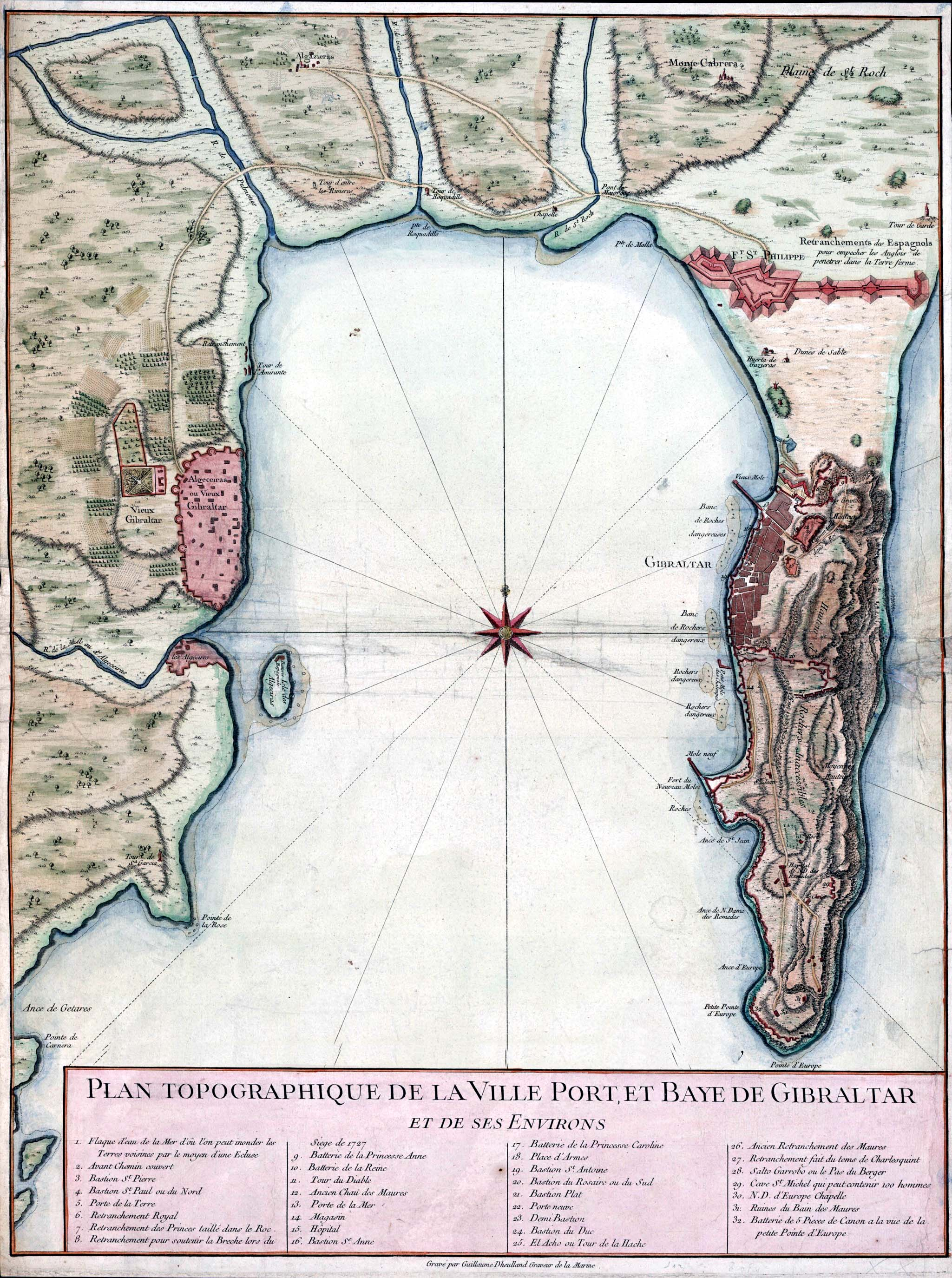
Mapa Zatoki Gibraltarskiej (ok. 1750).

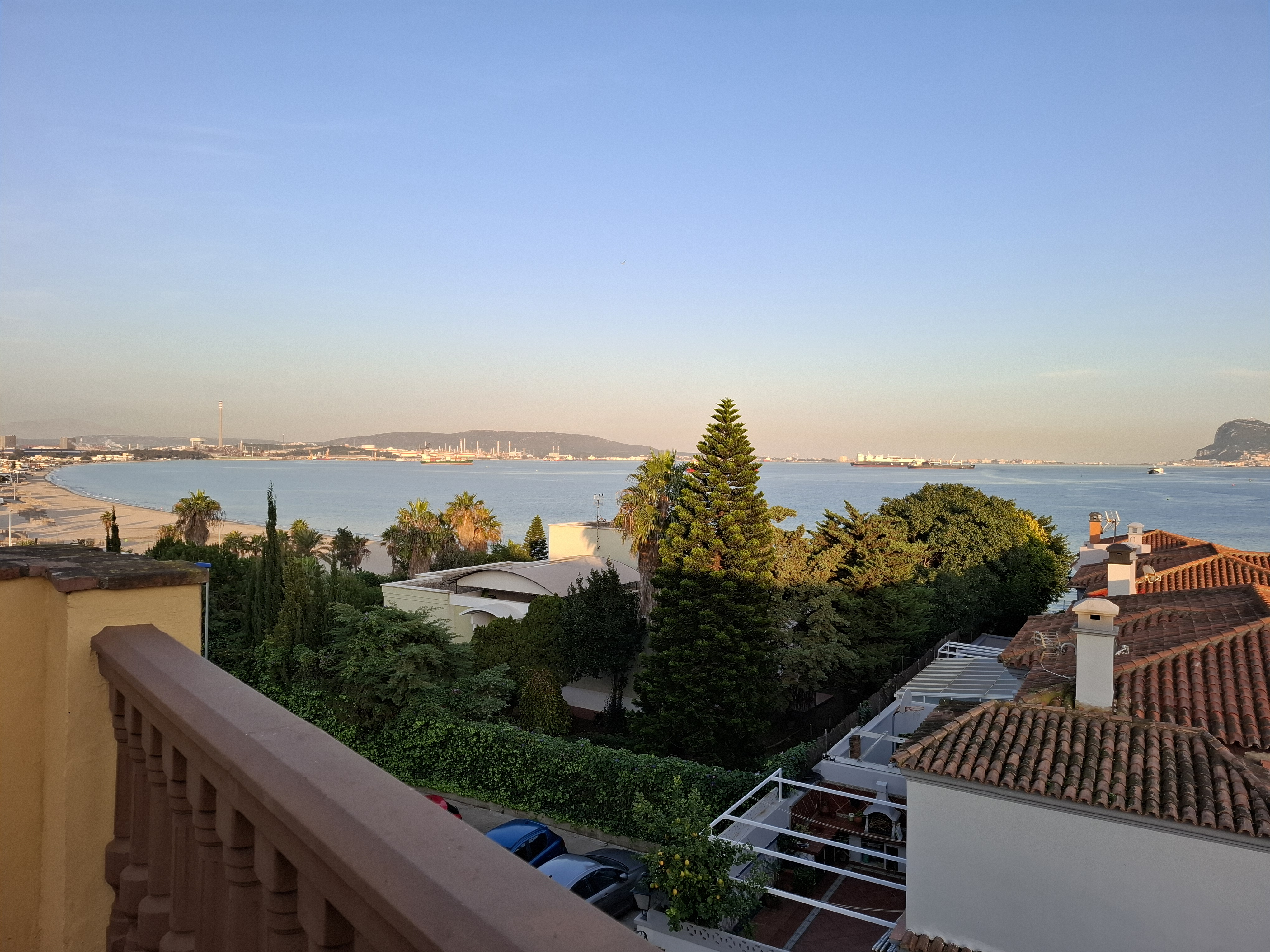
Zatoka Gibraltarska, widok z Algeciras, z prawej fragment Skały Gibraltarskiej.

Obszar wokół Zatoki Gibraltarskiej jest zamieszkany od tysiącleci, a sama zatoka jest używana przez statki handlowe od co najmniej 3000 lat. Uważa się, że Fenicjanie mieli osadę w pobliżu Gibraltaru, a Rzymianie założyli miasto Portus Alba („Biały Port”) na miejscu współczesnego Algeciras. Późniejsze ludy, zwłaszcza Maurowie i Hiszpanie, również założyli osady na wybrzeżu, w tym silnie ufortyfikowany i strategiczny port na Gibraltarze, który został zdobyty przez Anglię w 1704 roku.
Strategiczne położenie zatoki u ujścia Morza Śródziemnego sprawiło, że zatoka przeżyła wiele bitew morskich. Najważniejszymi z nich były: bitwa pod Gibraltarem(1607) i bitwa w zatoce Algeciras (1801). Podczas drugiej wojny światowej Włochy kilkakrotnie wystrzeliwały żywe torpedy z Algeciras, próbując zatopić brytyjskie statki zacumowane w porcie gibraltarskim, z pośrednim sukcesem dzięki pracy dowódcy Lionela Crabbe.
Niedawno miał miejsce spór między Hiszpanią a Gibraltarem o brytyjską suwerenność w Zatoce Gibraltarskiej. Hiszpania twierdzi, że nie uznaje brytyjskiej suwerenności na tym obszarze, z wyjątkiem niewielkiej części wokół portu w Gibraltarze. Wielka Brytania natomiast uznaje granice wokół Gibraltaru, z rozgraniczeniem pośrodku zatoki (5,6 km). Według rządu hiszpańskiego twierdzenie to jest sprzeczne z traktatem z Utrechtu z 1713 r., na mocy którego Hiszpania przekazała Wielkiej Brytanii miasto i port Gibraltar oraz wody wewnętrzne tego portu, nie nadając przy tym żadnej terytorialności otaczającym go wodom Zatoki Algeciras. Spowodowało to liczne napięcia między obiema stronami, zwłaszcza w kwestii hiszpańskich rybaków działających na wodach terytorialnych brytyjskiego Gibraltaru.  Oba państwa podpisały i są związane Konwencją Narodów Zjednoczonych o prawie morza, która określa wody terytorialne.  Po aresztowaniu hiszpańskiego statku rybackiego przez Królewską Policję Gibraltarską w 1998 roku problem w dużej mierze ustąpił. Incydent na tym obszarze z 2007 r. dotyczący eksploracji morskiej Odysei został rozwiązany w sądzie w 2012 r., a Hiszpanii przyznano prawo własności do skarbca.

## Atrakcje

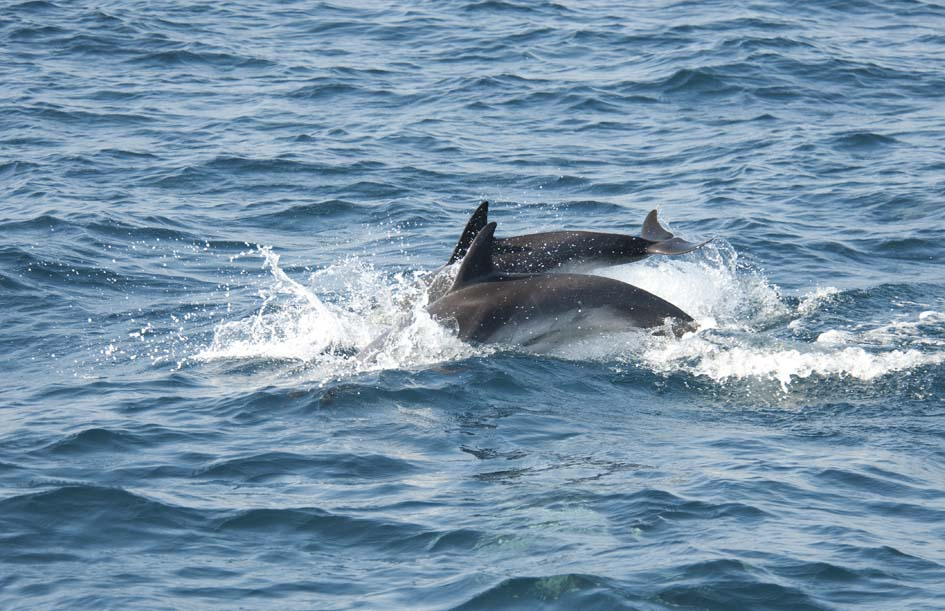
Delfiny, Gibraltar

Zatoka jest obszarem lęgowym kilku gatunków delfinów, zwłaszcza delfina pospolitego, delfina pręgowanego i delfina butlonosego, a także odwiedzające ją wędrowne wieloryby.  Jest to popularne miejsce wycieczek turystycznych związane z obserwacją wielorybów w Algeciras lub w Gibraltarze.
Inną atrakcją dla turystów jest nurkowanie: obszar ten jest bogaty we wraki i historyczne artefakty, takie jak rozbity samolot Avro Shackleton i czołgi Sherman z drugiej wojny światowej oraz starożytne kotwice z fenickich i rzymskich statków.
Aby zatoka nabrała większej różnorodności, wybudowano sztuczną rafę.

## Uprzemysłowienie

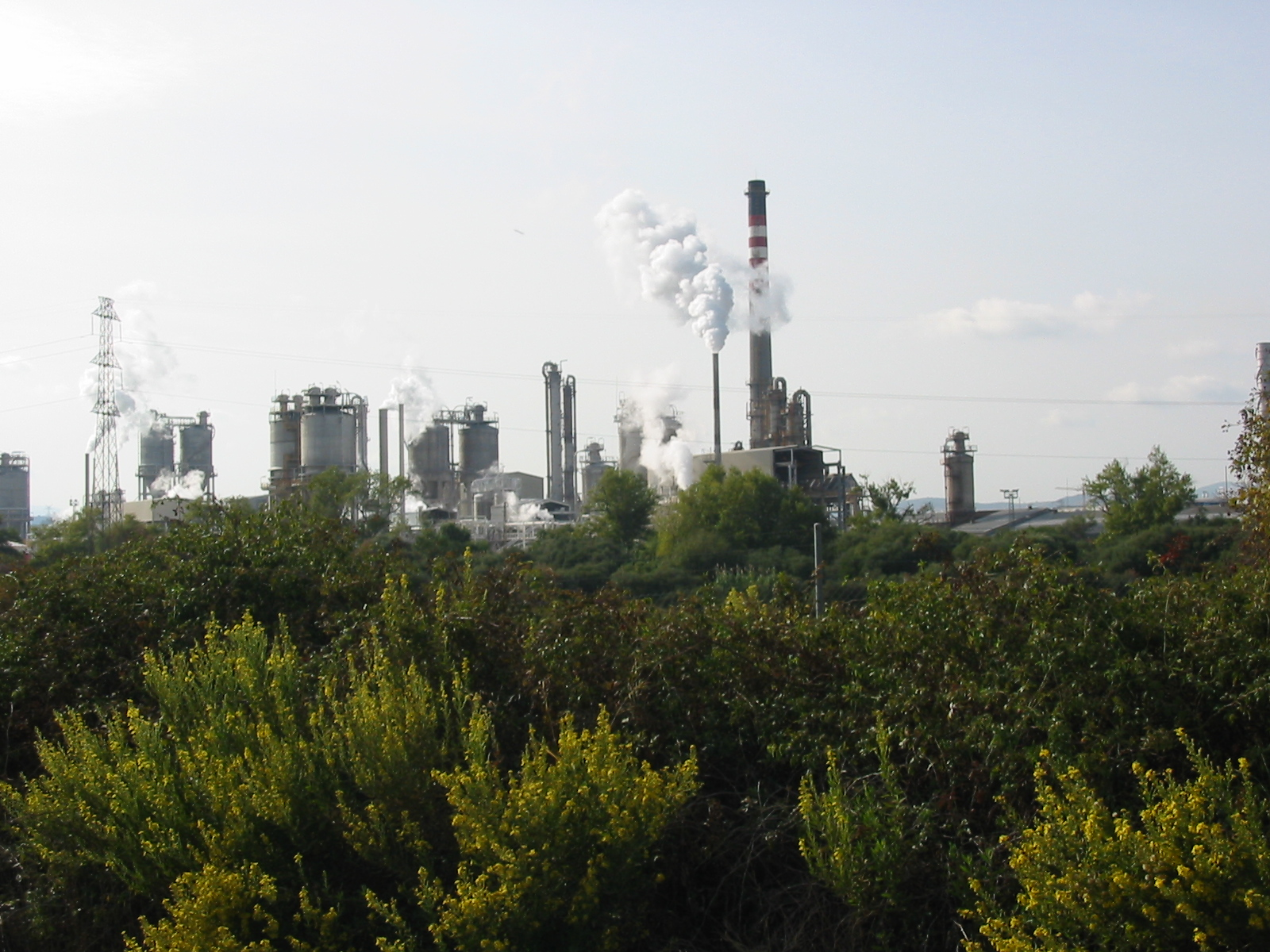
Rafineria ropy CEPSA w San Roque.

Obszar wokół zatoki w Hiszpanii jest silnie uprzemysłowiony, z rozległymi instalacjami petrochemicznymi w pobliżu San Roque (takimi jak rafineria ropy naftowej CEPSA i fabryka stali nierdzewnej Acerinox) oraz portami w Algeciras i na Gibraltarze. Wody zatoki są wykorzystywane przez znaczną liczbę dużych i średnich statków, zwłaszcza tankowców i frachtowców. Intensywnie prowadzone są również działania związane z bunkrowaniem ropy.

### Rafineria CEPSA
Rafineria CEPSA Gibraltar-San Roque, zlokalizowana jest w Hiszpanii. W 2015 roku rafineria wyprodukowała 13,8 mln ton paliwa, 260 000 ton oczyszczonego kwasu tereftalowego, 170 700 ton oczyszczonego kwasu izoftalowego oraz 157 300 ton politereftalanu etylenu. 
W 2007 roku miał miejsce szczególnie poważne zdarzenie z siarką, a także sporadyczne wybuchy. Skutkami tych wydarzeń było oburzenie i protesty społeczne, które skłoniły Consejería de Medio Ambiente z Junta de Andalucía do zlecenia niezależnego audytu mającego na celu zbadanie tych wypadków.
Rafineria nadal budzi zaniepokojenie. W związku z tym znajduje się pod ścisłą obserwacją różnych firm monitorujących jej działalność. 

### Bunkrowanie
Zbiorniki paliwa na statkach nazywane są bunkrami, a proces tankowania określany jest jako bunkrowanie.
Ze względu na położenie geograficzne na głównym szlaku wodnym, Gibraltar jest jednym z największych portów bunkrowych na Morzu Śródziemnym, tuż za nim znajduje się sąsiedni port Algeciras w Hiszpanii. Porty w Cieśninach - Algeciras, Ceuta i Gibraltar - są drugim co do wielkości rynkiem bunkrów w Europie, po tak zwanym obszarze Amsterdam-Rotterdam-Antwerpia. 
W 2007 r. zabunkrowano 4 300 000t ropy, w 1990 r. było to zaledwie 840 000t. Bunkrowanie jest obecnie głównym zadaniem portu w Gibraltarze. Z całkowitej liczby 8 351 statków dalekomorskich, które zawinęły do Gibraltaru w 2007 r., 5 640 zaopatrzono w paliwo. 
Algeciras odnotował sprzedaż bunkrów na poziomie około 2 400 000t w 2008 roku. Z 24 535 statków zawiniętych do portu w zatoce Algeciras 2173 zabrało paliwo.  Gibraltar w 2009 roku przeładował ponad 4 200 000t paliwa. Rafineria CEPSA dostarcza większość paliwa do zabunkrowania w zatoce. Ropa dostarczana jest przez 7 specjalnych barek do portu w Algeciras lub w Gibraltarze. 

## Zanieczyszczenia

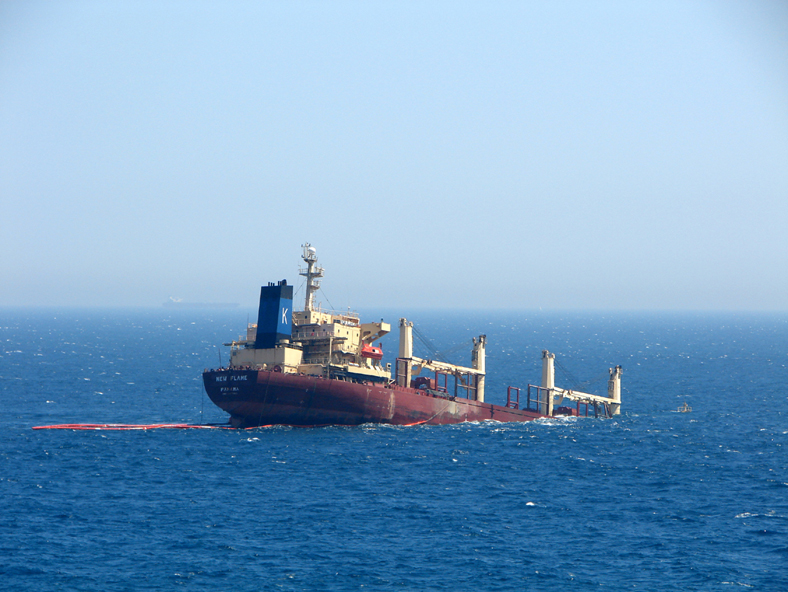
Tonie New Flame u Europa Point, 13 sierpnia 2007

Ze względu na wszystkie okoliczności oraz przemysł ciężki wzdłuż wybrzeża, zanieczyszczenia powietrza i mórz stanowią poważny problem na tym obszarze. Grupy ekologiczne wyraziły obawy dotyczące ryzyka wycieków ropy i innych rodzajów zanieczyszczeń. W maju 1998 r. wypadek w fabryce Acerinox w Los Barrios spowodował uwolnienie się radioaktywnej chmury. Promieniowanie zostało wykryte nie tylko na miejscu, ale też we Francji, Włoszech, Szwajcarii, Niemczech czy Austrii. Zmierzone poziomy radioaktywności były 142 razy powyżej normy.  Ze względu na dużą liczbę statków przepływających przez cieśninę zawsze istnieje niebezpieczeństwo wypadków. W ostatnich latach doszło do niewielkiej liczby zatopień, wejść na mieliznę i kolizji, zarówno na Gibraltarze, jak i w Hiszpanii, skutkujących wyciekami ropy.
Ostatni raport Greenpeace na temat zanieczyszczenia w Hiszpanii dotyczy Zatoki Gibraltarskiej jako cierpiącej z powodu zagrożenia węglowodorami, nie tylko w wyniku wypadków, ale także w wyniku regularnego rozładowywania balastu, bunkrowania statków lub operacji czyszczenia zbiorników.  W 2009 r. organizacje ekologiczne, zarówno hiszpańskie, jak i gibraltarskie, zawiązały porozumienie w celu wdrożenia środków ochrony Zatoki Gibraltarskiej. 
Zainteresowane grupy środowiskowe po obu stronach granicy wydały wspólne oświadczenie w związku z posiedzeniem kadry, które odbyło się w 2009 r. 
W raporcie rządu Gibraltaru z 2015 r. podano, że stan wód przybrzeżnych Gibraltaru jest „dobry”,  zarówno pod względem stanu ekologicznego, jak i chemicznego. 